# Catocala sierrae
Catocala sierrae là một loài bướm đêm trong họ Erebidae.